# Wasserturm am Kressenberg
Der Wasserturm am Kressenberg, auch Behälter Balkhausen genannt, befindet sich am Kressenberg in Niederwenigern. Er hat einen sechseckigen Grundriss.
Es handelt sich um einen ziegelverkleideten Stahlbetonbehälter im Stil des Expressionismus mit einer Höhe von 24 m. Er wurde 1930 errichtet und steht seit August 1984 unter Denkmalschutz. Die Wasserkammer hat einen Durchmesser von 8,74 Metern und ein Fassungsvermögen von 250 000 Litern. Sie wird mit Wasser aus dem Wasserwerk Essen gespeist und versorgt die Haushalte in Niederbonsfeld und in einem Teil von Niederwenigern mit Wasser. Bis 1965 war die AVU der Betreiber, dann übernahm Gelsenwasser den Turm.
Der Turm ist in die Liste der Baudenkmäler in Hattingen eingetragen.